# Les Chavannes-en-Maurienne
Les Chavannes-en-Maurienne is een gemeente in het Franse departement Savoie (regio Auvergne-Rhône-Alpes) en telt 223 inwoners (2004). De plaats maakt deel uit van het arrondissement Saint-Jean-de-Maurienne.

## Geografie
De oppervlakte van Les Chavannes-en-Maurienne bedraagt 4,7 km², de bevolkingsdichtheid is 47,4 inwoners per km².
De onderstaande kaart toont de ligging van Les Chavannes-en-Maurienne met de belangrijkste infrastructuur en aangrenzende gemeenten.

## Demografie
Onderstaande figuur toont het verloop van het inwonertal (bron: INSEE-tellingen).